# برايان ويلكس
برايان ويلكس هو لاعب هوكي الجليد كندي، ولد في 27 فبراير 1966 في تورونتو في كندا.

## وصلات خارجية
- برايان ويلكس على موقع دوري الهوكي الوطني (الإنجليزية)
- برايان ويلكس على موقع EliteProspects.com (الإنجليزية)
- برايان ويلكس على موقع HockeyDB.com (الإنجليزية)
- برايان ويلكس على موقع Hockey-Reference.com (الإنجليزية)